# Bermicourt
Bermicourt è un comune francese di 158 abitanti situato nel dipartimento del Passo di Calais nella regione dell'Alta Francia.

## Storia
Nell'ottobre del 1916, durante la prima guerra mondiale, il castello di Bermicourt fu il quartier generale delle truppe corazzate (Tank Corps) dell'esercito britannico, agli ordini del tenente colonnello Hugh Elles e dei capitani Giffard Le Quesne Martel e Frederick Hotblack.
Durante la seconda guerra mondiale, l'esercito nazista costruì delle rampe di lancio per V1, lungo la strada che porta ad Érin.

### Simboli

Stemma del comune di Bermicourt

Lo stemma di Bermicourt si blasona: 
Lo scudo inquartato unisce lo stemma della famiglia Bermicourt (o Bernimicourt, Bernemicourt), che era di nero seminato di gigli d'oro, con quello dei Vignacourt (o Wignacourt), originari di Vignacourt, che era d'argento, a tre gigli dal piè nodrito di rosso. Queste antiche ed illustri famiglie si allearono nel 1467 con il matrimonio di Alice de Bermicourt (nipote di Jean de Bermicourt), con Sohier de Vignacourt. Il dominio non rimase a lungo nelle loro mani; nel 1475, Robert de Cunchy, scudiero, signore di Libessart, assunse il titolo di signore di Bermicourt.

## Monumenti e luoghi d'interesse

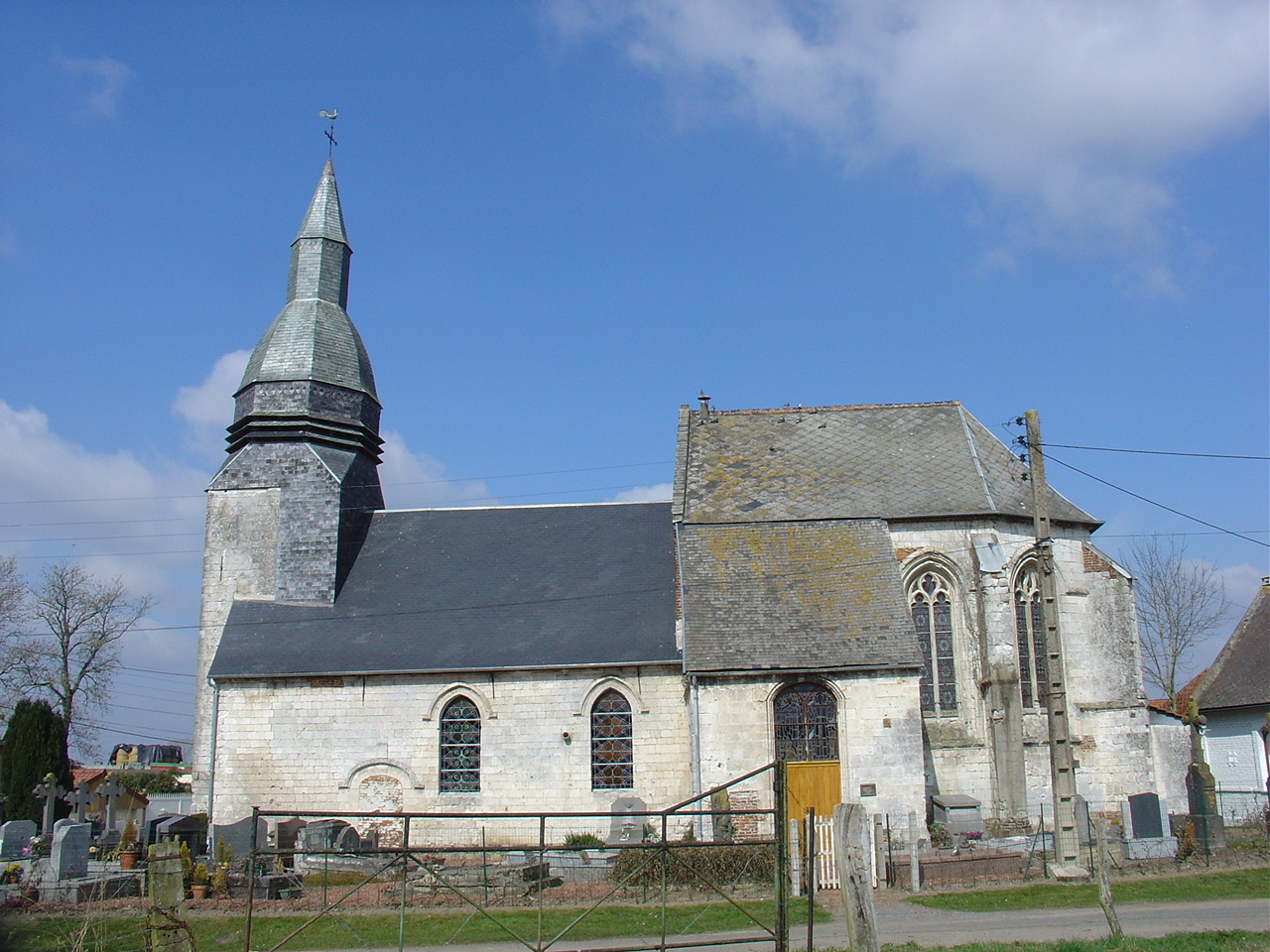
Chiesa di Bermicourt

- La chiesa di Notre-Dame di Bermicourt ha origini molto antiche, come risulta da documenti del XV secolo. Parzialmente distrutta nel 1559, il rifacimento del coro venne finanziato dai signori di Cuinchy e dall'abbazia di Blangy nel 1560. La sua canonica era, a quel tempo, la casa di un vicario nel vicino villaggio di Humerœuille, all'epoca Humerelles, di cui Bermicourt era chiesa succursale. Fu solo dopo il 1869, data dell'arrivo del primo parroco, che Bermicourt ebbe la sua canonica. Il coro ha una volta a stella e un'abside di tre lati sulle cui vetrate è rappresentato il simbolo dei Cuinchy (un elmo con un cigno sorante come cimiero). La cappella laterale fu rifatta nel XIX secolo. Il campanile a base quadrata, sormontato da una cupola a bulbo che termina in una guglia sottile, sostituisce la vecchia torre campanaria e presenta un portale costituito da un alto portico datato 1760.[4]

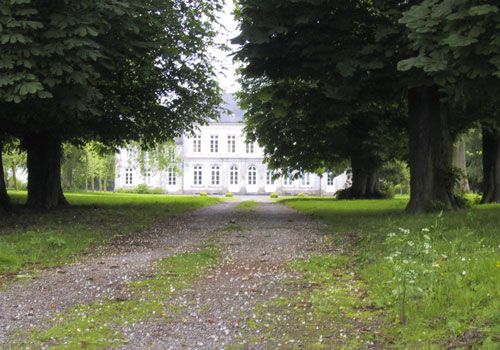
Château de Bermicourt

- Castello di Bermicourt, costruito nel 1826 dalla famiglia Rouvroy de Libessart, passò alla famiglia de Hautecloque che lo possiede tuttora. Durante la prima guerra mondiale fu sede del quartier generale del Royal Tank Regiment britannico.
- Monumento al 1st Royal Tank Regiment. Una stele venne eretta alla fine della Grande guerra, in ricordo della presenza del Tank Corps britannico nella regione del Ternois. Il 7 ottobre 1956 fu inaugurato un nuovo monumento di dimensioni ridotte, in sostituzione del primo distrutto dalle truppe di occupazione naziste, composto da una colonna di pietra sormontata da una replica di un Mark 1, il primo modello di carro armato sviluppato dal Regno Unito.[5]

## Società

### Evoluzione demografica
Abitanti censiti